# Anni Frind
Anni Frind, známá též jako Anni Frind-Sperling (3. února 1900 Mikulášovice – 8. dubna 1987 New Orleans), byla česko-německá meziválečná sopranistka, ve 20. a 30. letech 20. století patřila k nejznámějším a nejoblíbenějším v Evropě. Její zpěv se vyznačoval neobyčejnou elegancí a pečlivou interpretací.

## Dětství a studium
Anni přišla na svět jako druhorozené dítě 3. února 1900 v domě čp. 13 v Mikulášovicích, tehdy největší vesnici rakousko-uherské monarchie. Jejím otcem byl oblíbený místní lékař MUDr. Josef Frind (* 1867 ve Vilémově), matka Anna, rozená Richterová (* 1876), pocházela rovněž z Vilémova. Rodiče poznali brzy Annin talent, proto ji podporovali v umělecké kariéře již od útlého mládí; v šesti letech hrála dětské role v ochotnickém divadle, od svých jedenácti let zpívala ve sboru v mikulášovickém kostele svatého Mikuláše. Během první světové války studovala na střední škole v blízkých Drážďanech a přitom se soukromě věnovala studiu zpěvu. Samostatně poprvé koncertovala v šestnácti letech v drážďanských kostelech Kreuzkirche (kostel svatého Kříže) a Frauenkirche (kostel Panny Marie). Po střední škole studovala operní zpěv, mezi její učitelky patřily významné pěvkyně jako Grete Merrem-Nikisch (1887–1970) a Luise Willer (1888–1970).

## Pěvecká kariéra

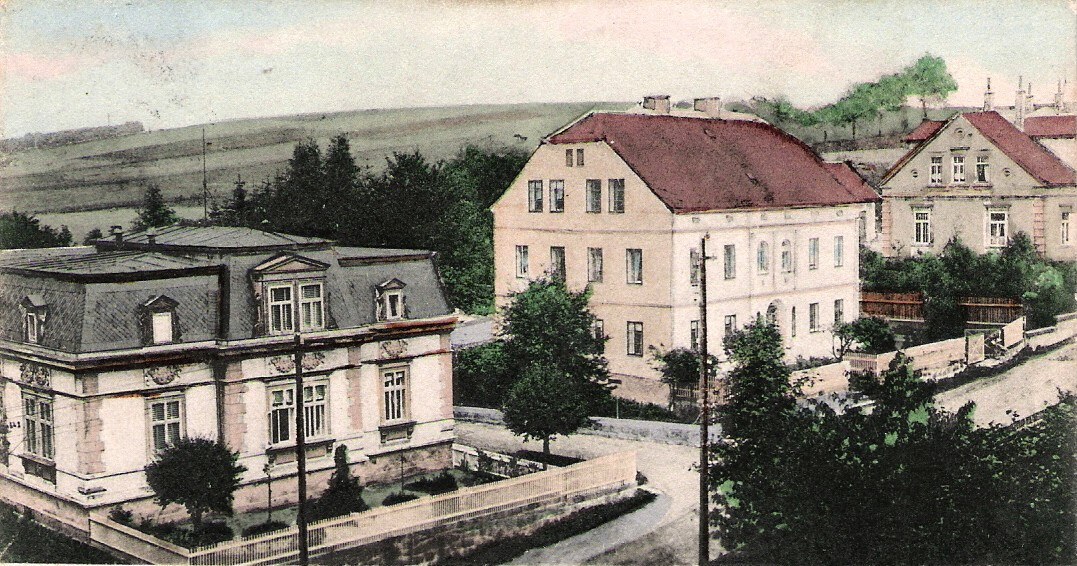
Vila rodiny Frindových (vlevo) na počátku 20. století

Svou profesionální kariéru operní zpěvačky započala roku 1922 malou rolí v berlínské Lidové opeře u Leo Blecha (1871–1958). Po úspěšném debutu vystřídala postupně angažmá v předních německých hudebních scénách; vystupovala v Mnichovské státní opeře, Drážďanské státní opeře, Německém operním domě v Berlíně a posléze i v dalších velkých evropských městech (Salcburk, Paříž, Haag, Amsterdam, Riga, Praha, Kodaň či Londýn). Postupně spolupracovala s významnými hudebníky, kupříkladu s Bruno Walterem (1876–1962). Jak rostl její věhlas a zkušenosti, dostávala významné operní a operetní role (např. Melisanda v Pelleovi a Melisandě, Papagena v Kouzelné flétně, Cio-Cio-San v Madam Butterfly či Musetta z La bohéme). Po velkém úspěchu operety Casanova Johanna Strausse ml. (v režii Ralpha Benatzkyho) v roce 1928 se věnovala hlavně operetě; ve Straussově Netopýru (v režii Maxe Reinhardta) zpívala roli Adély více než dvěstěkrát. Kromě toho pořádala vlastní koncerty komponované ze slavných operních a operetních písní. Asi nejznámější z nich je Nuns' Chorus z Casanovy.

## Druhá světová válka
Anninu úspěšně rozjetou uměleckou dráhu poznamenal nástup Adolfa Hitlera k moci v roce 1933. Kvůli odporu k nacistické ideologii přerušila svou kariéru a vrátila se zpět do rodných Mikulášovic, kde pomáhala svému otci v lékařské praxi (dům čp. 750) jako zdravotní sestra. Když vypukla druhá světová válka, odešla do zahraničí a pracovala jako dobrovolnice ve spojeneckých lazaretech, příležitostně také zpívala vojákům. V této době potkala svého budoucího manžela, polského emigranta židovského původu Dr. Josefa Sperlinga (1907–1995), za kterého se 28. června 1945 v Mikulášovicích provdala. Manželství zůstalo, vzhledem k vyššímu věku, bezdětné. Annin protinacistický postoj a židovský partner způsobily během války značné problémy jejímu otci.

## Poválečná léta
Po skončení války nebylo pro Anni v jejím rodném městě místo. Stařičký otec byl i přes protesty Mikulášovických v srpnu 1946 zařazen do odsunu. Anni žila v Německu a pravděpodobně se starala o otce až do jeho smrti. Roku 1951 odešla se svým manželem do Spojených států, kde se společně usadili v New Orleansu. Zde vyučovala zpěv na Newcombově fakultě Tulaneovy univerzity, a to až do roku 1956, kdy odešla do penze. Anni Frind zemřela v ústraní přirozenou smrtí 8. dubna 1987 ve věku 87 let, pochována byla 10. dubna v Biloxi poblíž New Orleans.